# Bantay

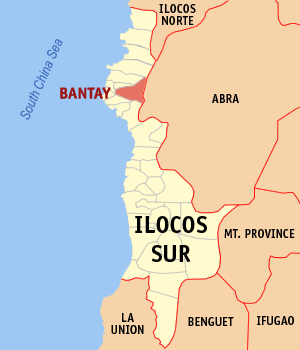
Bản đồ Ilocos Sur với vị trí của Bantay

Bantay là một đô thị hạng 4 ở tỉnh Ilocos Sur, Philippines. Theo điều tra dân số năm 2000 của Philipin, đô thị này có dân số 30.519 người trong 6.107 hộ.

## Các đơn vị hành chính
Bantay được chia ra 34 barangay.
| - Aggay - An-annam - Balaleng - Banaoang - Bulag - Buquig - Cabalanggan - Cabaroan - Cabusligan - Capangdanan - Guimod - Lingsat | - Malingeb - Mira - Naguiddayan - Ora - Paing - Puspus - Quimmarayan - Sagneb - Sagpat - San Mariano (Sallacong) - San Isidro | - San Julian - Sinabaan - Taguiporo - Taleb - Tay-ac - Barangay 1 - Barangay 2 - Barangay 3 - Barangay 4 - Barangay 5 - Barangay 6 |